# 김미화 (천안시의원)

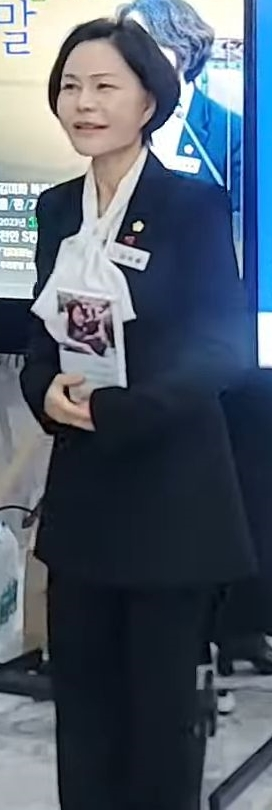
2023년 12월 27일에 충남 천안시에 위치한 천안S컨벤션웨딩홀에서 열린 김미화 충남 천안시의원의 《김미화는 김미화다울 때 가장 아름답다》 출판기념회(김미화가 김미화를 말하다 북콘서트)에 참석한 김미화 충남 천안시의원

김미화(金美花, 1971년 1월 5일 ~ )은 대한민국의 제9대 충청남도 천안시의원이다.

## 학력
- 나사렛대학교 특수체육학 학사학위 취득

## 경력
- 민주평화통일자문회의 천안시 협의회 자문의원
- 국제라이온스협회356-F지구 천안2지역위원장
- 천안시 체육회 부회장
- 더불어민주당 충남도당 천안시 을 지역위원회 여성위원장
- 각원사불교대학 19기 기수회장
- 국제반려동물진흥원(IPPA) 충남천안지부장
- 대한장애인복지신문 천안시 후원회장
- 일봉초등학교 총동문회 회장
- 법무부 청소년 범죄예방위원 천안, 아산 지역연합회위원
- 재단법인 기부천사클럽 충남지회 총재
- 충남 청소년자립지원센터 후원회장
- 2022. 7.~2024. 1. 제9대 충청남도 천안시의회 의원
- 2022. 7.~2024. 1. 제9대 충청남도 천안시의회 전반기 행정안전위원회 위원
- 2022. 7.~2024. 1. 제9대 충청남도 천안시의회 전반기 의회운영위원회 위원
- 더불어민주당 기본사회위원회 부위원장

## 역대 선거 결과
| 실시년도 | 선거      | 대수 | 직책   | 선거구                  | 정당         | 득표수 | 득표율      | 순위     | 당락 | 비고           |
| -------- | --------- | ---- | ------ | ----------------------- | ------------ | ------ | ----------- | -------- | ---- | -------------- |
| 2022년   | 지방 선거 | 9대  | 시의원 | 충남 천안시 (아 선거구) | 더불어민주당 | 무투표 | \| \| 0% \| | 단독후보 |      | 초선, 민선 8기 |
|          | 0%        |      |        |                         |              |        |             |          |      |                |